# Taekwondo tại Thế vận hội Mùa hè 2016
Taekwondo tại Thế vận hội Mùa hè 2016 ở Rio de Janeiro diễn ra từ ngày 17 đến ngày 20 tháng 8 tại Carioca Arena 3 bên trong Công viên Olympic Barra ở quận Barra da Tijuca. Dự tính khoảng 128 võ sĩ taekwondo tham gia cạnh tranh ở 8 hạng cân; bốn nội dung của nam, và bốn nội dung của nữ.

## Vòng loại
Môn taekwondo tại đại hội có tổng cộng 128 vận động viên, mỗi giới tính 64 vận động viên, và 16 ở mỗi hạng cân. Mỗi Ủy ban Olympic quốc gia (NOC) được phép cử tối đa của tám vận động viên, mỗi giới tính tối đa bốn vận động viên, dựa trên bảng xếp hạng Olympic của Liên đoàn Taekwondo thế giới (WTF), như vậy một vận động viên của mỗi NOC phải có thứ hạng trong tốp sáu ở mỗi hạng cân. Nếu một NOC đã đủ điều kiện chỉ có hai vận động viên nữ và nam thông qua bảng xếp hạng, NOC đó không thể cử đại diện tham gia giải đấu vòng loại lục địa trừ khi NOC đó từ bỏ suất có được nhờ xếp hạng.
Bốn suất đã được dành riêng cho quốc gia chủ nhà Brasil, và bốn suất khác đã được Ủy ban ba bên mời. 120 suất còn lại được phân bổ thông qua một quá trình vòng loại trong đó các vận động viên đã giành được suất hạn ngạch cho NOC của họ. Taekwondo có 48 võ sĩ, 24 ở mỗi giới tính và tốp 6 trong mỗi loại trọng lượng, có đủ điều kiện để thi đấu thông qua bảng xếp hạng Olympic ITTF, trong khi phần còn lại thông qua các giải đấu vòng loại ở năm lục địa.
Nếu một NOC có được đủ điều kiện thông qua một giải đấu vòng loại từ bỏ một suất hạn ngạch, suất đó sẽ được phân bổ cho quốc gia có vận động viên xếp vị trí tiếp theo ơ hạng cân đó, miễn là việc bổ sung suất không vượt quá định mức tối đa cho quốc gia đó.

## Lịch thi đấu
| Ngày → | T4 (17/8) | T5 (18/8) | T6 (19/8) | T7 (20/8) |
| Nam    | 58 kg     | 68 kg     | 80 kg     | +80 kg    |
| Nữ     | 49 kg     | 57 kg     | 67 kg     | +67 kg    |
| ------ | --------- | --------- | --------- | --------- |

## Tham dự

### Quốc gia tham dự
- Aruba (1)
- Úc (4)
- Azerbaijan (4)
- Belarus (1)
- Bỉ (3)
- Brasil (4)
- Campuchia (1)
- Canada (1)
- Cabo Verde (1)
- Trung Phi (1)
- Chile (1)
- Trung Quốc (4)
- Colombia (2)
- Croatia (3)
- Cuba (1)
- Cộng hòa Dominica (3)
- Cộng hòa Dân chủ Congo (1)
- Ai Cập (3)
- Phần Lan (1)
- Pháp (4)
- Gabon (1)
- Đức (3)
- Anh Quốc (4)
- Haiti (1)
- Honduras (1)
- Iran (4)
- Israel (1)
- Bờ Biển Ngà (3)
- Nhật Bản (1)
- Jordan (1)
- Kazakhstan (3)
- Libya (1)
- Mali (1)
- México (4)
- Moldova (1)
- Mông Cổ (1)
- Maroc (3)
- Nepal (1)
- Hà Lan (1)
- New Zealand (1)
- Niger (1)
- Na Uy (1)
- Panama (1)
- Papua New Guinea (2)
- Perú (1)
- Philippines (1)
- Ba Lan (2)
- Bồ Đào Nha (1)
- Puerto Rico (1)
- Nga (3)
- Sénégal (1)
- Serbia (2)
- Hàn Quốc (5)
- Tây Ban Nha (3)
- Thụy Điển (2)
- Đài Bắc Trung Hoa (3)
- Thái Lan (3)
- Tonga (1)
- Tunisia (3)
- Thổ Nhĩ Kỳ (2)
- Hoa Kỳ (4)
- Uzbekistan (3)
- Venezuela (1)

## Huy chương

### Bảng xếp hạng huy chương
| 1         | Hàn Quốc          | 2 | 0 | 3  | 5  |
| 2         | Trung Quốc        | 2 | 0 | 0  | 2  |
| 3         | Anh Quốc          | 1 | 1 | 1  | 3  |
| 4         | Azerbaijan        | 1 | 0 | 2  | 3  |
| 5         | Bờ Biển Ngà       | 1 | 0 | 1  | 2  |
| 6         | Jordan            | 1 | 0 | 0  | 1  |
| 7         | Tây Ban Nha       | 0 | 1 | 1  | 2  |
| 7         | Thái Lan          | 0 | 1 | 1  | 2  |
| 9         | Pháp              | 0 | 1 | 0  | 1  |
| 9         | México            | 0 | 1 | 0  | 1  |
| 9         | Niger             | 0 | 1 | 0  | 1  |
| 9         | Nga               | 0 | 1 | 0  | 1  |
| 9         | Serbia            | 0 | 1 | 0  | 1  |
| 14        | Brasil            | 0 | 0 | 1  | 1  |
| 14        | Cộng hòa Dominica | 0 | 0 | 1  | 1  |
| 14        | Ai Cập            | 0 | 0 | 1  | 1  |
| 14        | Iran              | 0 | 0 | 1  | 1  |
| 14        | Tunisia           | 0 | 0 | 1  | 1  |
| 14        | Thổ Nhĩ Kỳ        | 0 | 0 | 1  | 1  |
| 14        | Hoa Kỳ            | 0 | 0 | 1  | 1  |
| Tổng cộng | Tổng cộng         | 8 | 8 | 16 | 32 |

### Nội dung nam
| Nội dung                | Vàng                       | Bạc                        | Đồng                            |
| ----------------------- | -------------------------- | -------------------------- | ------------------------------- |
| Hạng ruồi (58 kg)       | Triệu Soái · Trung Quốc    | Tawin Hanprab · Thái Lan   | Luisito Pie · Cộng hòa Dominica |
| Hạng ruồi (58 kg)       | Triệu Soái · Trung Quốc    | Tawin Hanprab · Thái Lan   | Kim Tae-hun · Hàn Quốc          |
| Hạng lông (68 kg)       | Ahmad Abughhaush · Jordan  | Alexey Denisenko · Nga     | Lee Dae-hoon · Hàn Quốc         |
| Hạng lông (68 kg)       | Ahmad Abughhaush · Jordan  | Alexey Denisenko · Nga     | Joel González · Tây Ban Nha     |
| Hạng bán trung (80 kg)  | Cheick Cissé · Bờ Biển Ngà | Lutalo Muhammad · Anh Quốc | Milad Harchegani · Azerbaijan   |
| Hạng bán trung (80 kg)  | Cheick Cissé · Bờ Biển Ngà | Lutalo Muhammad · Anh Quốc | Oussama Oueslati · Tunisia      |
| Hạng siêu nặng (+80 kg) | Radik Isaev · Azerbaijan   | Abdoulrazak Alfaga · Niger | Maicon Siqueira · Brasil        |
| Hạng siêu nặng (+80 kg) | Radik Isaev · Azerbaijan   | Abdoulrazak Alfaga · Niger | Cha Dong-min · Hàn Quốc         |

### Nội dung nữ
| Nội dung                | Vàng                        | Bạc                        | Đồng                              |
| ----------------------- | --------------------------- | -------------------------- | --------------------------------- |
| Hạng ruồi (49 kg)       | Kim So-hui · Hàn Quốc       | Tijana Bogdanović · Serbia | Patimat Abakarova · Azerbaijan    |
| Hạng ruồi (49 kg)       | Kim So-hui · Hàn Quốc       | Tijana Bogdanović · Serbia | Panipak Wongpattanakit · Thái Lan |
| Hạng lông (57 kg)       | Jade Jones · Anh Quốc       | Eva Calvo · Tây Ban Nha    | Kimia Alizadeh · Iran             |
| Hạng lông (57 kg)       | Jade Jones · Anh Quốc       | Eva Calvo · Tây Ban Nha    | Hedaya Malak · Ai Cập             |
| Hạng bán trung (67 kg)  | Oh Hye-ri · Hàn Quốc        | Haby Niare · Pháp          | Ruth Gbagbi · Bờ Biển Ngà         |
| Hạng bán trung (67 kg)  | Oh Hye-ri · Hàn Quốc        | Haby Niare · Pháp          | Nur Tatar · Thổ Nhĩ Kỳ            |
| Hạng siêu nặng (+67 kg) | Trịnh Soái Yến · Trung Quốc | María Espinoza · México    | Bianca Walkden · Anh Quốc         |
| Hạng siêu nặng (+67 kg) | Trịnh Soái Yến · Trung Quốc | María Espinoza · México    | Jackie Galloway · Hoa Kỳ          |